# Igor Sapała
Igor Sapała (* 11. října 1995 Kartuzy) je polský profesionální fotbalista, který hraje na pozici defensivního záložníka za polský klub Raków Częstochowa. Je také bývalým polským mládežnickým reprezentantem.

## Klubová kariéra
Svoji fotbalovou kariéru začal v týmu MKS Polonia Warszawa, kde prošel všemi mládežnickými kategoriemi. Před sezonou 2012/13 se propracoval do prvního týmu, v němž působil do léta 2014, kdy přestoupil do klubu Żyrardowianka Żyrardów. V zimním přestupovém období sezony 2014/15 zamířil do klubu Bzura Chodaków. V létě 2015 se stal posilou mužstva Dolcan Ząbki.

### Piast Gliwice
V březnu 2016 přestoupil do Piastu Gliwice, kde podepsal kontrakt do konce ročníku 2018/19.

#### Sezona 2015/16
V Ekstraklase za Piast debutoval v ligovém utkání 5. kola nadstavbové části (celkově 36. kola) 8. 5. 2016 proti mužstvu Legia Varšava, když v 79. minutě vystřídal Kamila Vacka. Celkem v ročníku 2015/16 nastoupil ke 2 zápasům, ve kterých se gólově neprosadil. V sezoně s týmem dosáhl historického umístění, když jeho klub skončil na druhé příčce a kvalifikoval se do druhého předkola Evropské ligy UEFA.